# Vlag van Panama

Vlag van Panama (ratio 2:3)

De vlag van Panama bestaat uit vier even grote vlakken: twee witte (linksboven en rechtsonder), een rode (rechtsboven) en een blauwe (linksonder). In het linkerbovenvlak staat een blauwe ster, in het rechterondervlak een rode. De kleuren zijn hoogstwaarschijnlijk gebaseerd op de kleuren van de belangrijkste partijen ten tijde van de onafhankelijkheid. Blauw was namelijk de kleur van de Conservatieven en rood die van de Liberalen.
De vlag werd gemaakt door María de la Ossa de Amador en werd officieel aangenomen door de "ley 48 de 1925". De Panamese vlaggetjesdag wordt gevierd op 4 november, een dag na de Panamese afscheiding van Colombia, en is een van een reeks feestdagen die in november worden gevierd en bekend staan als de Fiestas Patrias.
De eerste vlag die in 1903 werd voorgesteld, bestond uit dertien horizontale strepen van afwisselend rood en geel, met een blauw kanton met twee gouden zonnen, verbonden door een smalle lijn om Noord- en Zuid-Amerika voor te stellen, verbonden door de Landengte van Panama. Dit werd echter niet geaccepteerd door de Panamese leider, Manuel Amador Guerrero, wiens familie een nieuwe vlag ontwierp.
De sterren en kwartieren zouden staan voor de rivaliserende politieke partijen en het wit zou staan voor de vrede waarin ze opereren. Blauw was de kleur van de Conservatieven en rood was de kleur van de Liberalen.

## Geschiedenis

### Bunau-Varilla voorstel

Reconstructie van het Bunau-Varilla-ontwerp

Origineel ontwerp van de vlag, volgens Manuel E. Amador. Het was de eerste vlag van Panama, van 3 november 1903 tot 1904.

De vrouw van Philippe-Jean Bunau-Varilla ontwierp het eerste serieuze voorstel voor een Panamese vlag. Bunau-Varilla's ontwerp was gebaseerd op de vlag van de Verenigde Staten, mogelijk vanwege de hand van dat land in de Panamese onafhankelijkheid. Hij behield de dertien strepen, maar veranderde de witte strepen in gele, om de Panamese band met Colombia en Spanje te benadrukken (wiens vlaggen beide prominent rood en geel bevatten). Bunau-Varilla verving de sterren in het blauwe kanton door twee met elkaar verbonden gele zonnen; de zonnen stellen Noord- en Zuid-Amerika voor en zijn met elkaar verbonden vanwege de positie van Panama dat de twee continenten verbindt. Bunau-Varilla's voorstel werd verworpen door Manuel Amador Guerrero en zijn mede-revolutionairen omdat het te veel leek op de Amerikaanse vlag en daarom gaven ze de taak om een vlag te ontwerpen aan Guerrero's zoon.

### María de la Ossa de Amador voorstel
De originele Panamese vlag werd gemaakt door María de la Ossa de Amador, de eerste First Lady van Panama, op 1 november 1903. Manuel Amador Guerrero's zoon, Manuel Encarnación Amador, algemeen erkend als een bekwaam tekenaar, schetste de vlag en toonde deze aan María de la Ossa de Amador, die, na veel moeite om het Colombiaanse leger te ontwijken, uiteindelijk drie kopieën van de vlag maakte, met hulp van haar schoonzus Angélica Bergamonta de la Ossa en nicht, María Emilia de la Ossa Bergamonta. Alle drie de vlaggen werden bij de onafhankelijkheid in Panama City getoond en wijd verspreid. De originele vlag verschilt van de huidige vlag doordat het kwadrant linksboven blauw was. Na de onafhankelijkheid, toen blauw werd gekozen als kleur van een van de politieke partijen, werden de kwadranten verschoven zodat het kwadrant linksboven wit werd.

## Historische vlaggen

Bourgondisch kruis, De eerste Spaanse vlag. Gebruikt als de vlag van het Spaanse Rijk (1492-1898) en gebruikt tot 1793.
, Vlag van Spanje (1786–1821)
De derde vlag van Groot-Colombia, tussen 1821 en 1830.
Voorlopige vlag van de Republiek Nieuw Granada, van kracht tussen 1830 en 9 mei 1834
Vlag van de Republiek Nieuw-Granada en de Grenadine Confederatie, van kracht tussen 9 mei 1834 en 26 juli 1861.
Vlag van de Staat Panama, 1855-1863.
Vlag van de Soevereine Staat Panama, 1863-1886.
Vlag van de Verenigde Staten van Colombia en het huidige Republiek Colombia, gebruikt van 26 november 1861 tot 3 november 1903.
Origineel vlagontwerp, volgens Manuel E. Amador.  Het was de eerste vlag van Panama, in november 1903.
? Vlag van de Panamakanaalzone (1903-1979), Amerikaans grondgebied
Huidige vlag van de Republiek Panama: ontstond uit de wijziging van het eerste model en begon te worden gebruikt vóór de eed van 20 december 1903, en onder andere bekrachtigd door Wet 64 van 1904.

Een andere verklaring van de kleuren stelt dat het blauw voor zuiverheid en eerlijkheid staat en het rood voor het gezag van de wet. De witte kleur staat dan voor vrede.
De vlag vertoont overeenkomsten met de vlag van de Verenigde Staten. Dit is niet vreemd, aangezien Panama met Amerikaanse hulp zijn onafhankelijkheid heeft verkregen.